# 张知泰
张知泰（7世纪—708年），唐朝官员，蒲州河东县（今山西省永济市）人，一作幽州方城人，迁居到岐州（治今陕西省凤翔县）。

## 生平
张知泰兄弟五人，与其兄张知玄、张知晦、张知謇、其弟张知默励志读书，都以明经擢第。调露之后，张知泰历任台省。武周建立，张知泰奏请设置东都诸关十七所，查问征收过往行人。百姓惊骇，樵米价钱暴涨，最后没有继续推行，时人羞辱鄙视他。万岁通天年间，张知泰为洛州司马。张知泰历任夏官侍郎、地官侍郎、益州长史，中台右丞、中台左丞，封陈留县公。唐中宗复位，张知泰自兵部侍郎授右御史大夫，加银青光禄大夫，进封渔阳郡公。因为得罪了武三思，出为并州刺史、天平军使，带本官。转任魏州刺史。景龙二年（708年）卒，优诏褒赠，谥号定。开元年间，赠刑部尚书、特进。

## 家族
- 长兄：张知玄
- 次兄：张知晦
- 三兄：张知謇
- 五弟：张知默
- 妻子：颜氏，颜昭甫之女，颜惟贞的姐姐，颜杲卿、颜真卿的姑母。
- 子侄：儿子张景佚，与张知玄之子张景升，开元年间至显官，门列棨戟。